# نیمه‌شب روشن: اجرای زنده در آمریکا
«نیمه‌شب روشن: اجرای زنده در امریکا» (به انگلیسی: Bright Midnight: Live in America) آلبومی از دورز است که در سال ۲۰۰۲ میلادی منتشر شد.